# Cordilura variabilis
Cordilura variabilis är en tvåvingeart som beskrevs av Friedrich Hermann Loew 1876. Cordilura variabilis ingår i släktet Cordilura och familjen kolvflugor. Inga underarter finns listade i Catalogue of Life.